# Deltote deltoidalis
Deltote deltoidalis is een vlinder uit de familie van de uilen (Noctuidae). De wetenschappelijke naam van deze soort is voor het eerst voorgesteld als Eustrotia deltoidalis door Harrison Gray Dyar Jr. in een publicatie uit 1918.
De soort komt voor in Mexico.